# Thế giới quý cô
Thế giới quý cô (tên tiếng Anh: Never Dance Alone, Aerobic Girls; tên tiếng Hoa: 女人俱樂部; tên khác: Nữ Nhân Câu Lạc Bộ) là một bộ phim tâm lý - tình cảm của đài TVB Hồng Kông do Tăng Chí Vỹ và Trần Duy Quán làm giám chế, ra mắt vào năm 2014. Bộ phim lấy đề tài chính là bộ môn Nhảy Aerobic. Bộ phim diễn ra với hai dòng thời gian: Hiện Tại và Quá Khứ. Nội dung xoay quanh câu chuyện đời sống của Vu Tiểu Thi và những người bạn của cô trong nhóm nhảy M Club. Bộ phim chính là sự đánh dấu trở lại màn ảnh của Lý Nhược Đồng sau 9 năm rời khỏi màn ảnh TVB.

## Nội dung
Vu Tiểu Thi (Lý Nhược Đồng) và Hoàng Quốc Lương (Trịnh Đan Thuỵ) có một cuộc sống khá giả bình dị. Nhưng Tiểu Thi luôn bị mẹ chồng của mình - Triệu Vịnh Mai (Miêu Kim Phụng) vô cớ kiếm chuyện chán ghét.
Tiểu Thi vô tình thấy giấy tuyển "Phòng múa Phụng Tiên", làm bản thân nhớ về thời gian lúc còn thời trung học. Khi đó Tiểu Thi rất thích viết văn, cô cùng các bạn học gồm Chu Lợi (Lý Lệ Trân) - cô bạn có giọng nói quê mùa đến từ Đại Lục, La Phụng Tiên (Giang Hân Yến) - cô bạn có niềm đam mê cháy bỏng với khiêu vũ, Lục Uyển Thu (Viên Khiết Doanh) - cô bạn có biệt danh là Tía Lia do tính nhiều chuyện, Hứa Trân Ni (Trương Tuệ Nghi) - cô bạn xinh đẹp nhưng trưởng thành sớm và Lương Kim Yến (Diệp Uẩn Nghi) - cô bạn có biệt danh là Ú Nu vì tính ham ăn và có khả năng làm bà đồng, cùng nhau thành lập nhóm nhảy mang tên M Club. Họ luôn bên nhau cùng tiến cùng lui, có ước hẹn không bao giờ rã nhóm. Nhưng mà hơn 20 năm trôi qua, tuổi xuân trôi qua, gặp nhiều chuyện đời, cuối cùng lời hẹn ước ấy đã bị hủy bỏ, nhóm M Club tan rã. Chỉ còn một mình Phụng Tiên vẫn còn hứng thú với sở thích khiêu vũ của mình, một lần vô tình nhập viện thì cô được gặp lại những thành viên chị em của mình trong M Club, mọi người vì tình nghĩa khi xưa nên hợp sức cùng nhau tiếp quản và phát triển Phòng nhảy Phụng Tiên
Tuy nhiên trong quá trình quản lý phòng nhảy, nhóm M Club vô tình gặp lại hoa khôi học đường năm xưa, đồng thời là bạn cũ cũng như là kẻ thù - Dung Đan Đan (Trần Tuệ San). Hiện nay Đan Đan cũng đang là chủ nhân của một phòng nhảy hiện đại tên là D Fitness và họ lại tiếp tục trở thành đối thủ cạnh tranh nhau như những năm xưa. Vào lúc đó, Tiểu Thi cũng vô tình gặp lại mối tình đầu thời trung học của mình là Diêu Tử Luân (Ngô Khải Hoa). Và muôn trùng sóng gió, sự dũng cảm, lòng tin, sức sống của Tiểu Thi và những người bạn một lần nữa rực cháy mạnh mẽ.
Bộ phim là hành trình song song của Tiểu Thi và những người bạn trong quá khứ và hiện tại.

## Nhân vật

### Nhóm nhảy M Club
| Vai diễn              | Diễn viên      | Diễn viên        | Ghi chú |
| Vai diễn              | Thời trẻ       | Trưởng thành     | Ghi chú |
| --------------------- | -------------- | ---------------- | --- |
| Vu Tiểu Thi (Mo)      | Trần Gia Bảo   | Lý Nhược Đồng    | Một cô gái tốt bụng và lương thiện, luôn hết lòng vì bạn bè. Sau khi lớn lên, cô trở thành một bà nội trợ. Tuy là vợ, là mẹ, là chủ nhà nhưng cô luôn bị mẹ chồng, con gái và người giúp việc coi thường. - Vợ của Quốc Lương - Con của Vu Hoa - Chị gái của Chí Kiện - Mẹ của Hoàng Hà - Tình cũ của Tử Luân |
| Chu Lợi (Julie)       | Vương Mẫn Dịch | Lý Lệ Trân       | Một cô gái từ Đại Lục chuyển đến Hồng Kông sống chung với dì và cháu trai của mình, Chu Lợi thường bị dì bạo hành. Khi còn là nữ sinh, Chu Lợi từng thích Tử Luân nhưng sau đó, cô lại quen với Tuấn Kiệt. Nhưng khi cô mang thai Gia Lệ, Tuấn Kiệt bỏ đi để cô ở lại một mình. Sau khi sinh ra Gia Lệ được vài ngày thì Gia Lệ bị bắt cóc. Và mãi đến 20 năm sau họ mới gặp lại nhau. - Mẹ của Gia Lệ - Vợ của Tuấn Kiệt |
| La Phụng Tiên (Cyndi) | Ngô Yến Tinh   | Giang Hân Yến    | Một cô gái rất đam mê với nhảy nhót, khiêu vũ, Phụng Tiên là một người rất ngây thơ và trong sáng. Cô là người nhảy đẹp nhất nhóm Đồng thời, cô cũng là chủ nhân của phòng nhảy Phụng Tiên. Cô luôn phải bảo vệ phòng nhảy của khỏi tay người mẹ và người em trai. Cô cũng là nhân vật duy nhất trong có đàn ông bên cạnh trong nhóm M Club - Em gái của Phúc Toàn |
| Hứa Trân Nhi (Jenny)  | Lê Úy Linh     | Trương Tuệ Nghi  | Một cô gái xinh đẹp nhưng lại trưởng thành sớm. Từ nhỏ, cô đã sống với mẹ mà không có cha Cô là cố vấn của nhóm M Club về những vấn đề của người lớn. Cô từng là một tiếp viên hàng không nhưng do tuổi tác nên sau này cô trở thành nội trợ và chăm sóc mẹ mình. Tuy xinh đẹp nhưng Trân Nhi không có chồng, mãi đến sau này khi cô gặp Kiện Huy. Cô mới bắt đầu quen nhau với Kiện Huy (Trân Nhi lớn hơn Kiện Huy 15 tuổi) - Con của Hứa Tây - Bạn gái của Kiện Huy |
| Lương Kim Yến (Akina) | Đường Muội     | Diệp Uẩn Nghi    | Một cô gái mũm mĩm và đáng yêu. Kim Yến thường được mọi người gọi là Ú Nu vì cô rất ham ăn. Ngoài ra cô còn là một người rất tin vào tâm linh, phong thủy và cô cũng là cố vấn về vấn đề phong thủy cho các thành viên của M Club. Sau này khi lớn lên, Kim Yến cưới Đại Hùng - một người buôn bán bất động sản. Và cô cũng là một nhân viên bất động sản. Tuy nhiên, hôn nhân của cô cũng không mấy êm đẹp, Đại Hùng luôn thờ ơ và đối xử tệ bạc với cô. Chỉ khi cần lợi dụng, Đại Hùng mới thương yêu cô. - Vợ của Đại Hùng                                                |
| Lục Uyển Thu (Helen)  | Ngô Gia Hy     | Viên Khiết Doanh | Một cô gái nói rất nhiều và biết rất nhiều chuyện nên cô có biệt danh là Tía Lia. Tuy nhiên sau này vì một lí do nào đó, Uyển Thu không bao giờ nhiều chuyện nữa và cô luôn giữ bí mật và im lặng. Khi lớn lên, cô là một viên chức cấp cao của chính quyền. Tuy nhiên do xung đột về hôn nhân nên cô đã ly hôn với chồng, Sau khi ly hôn, chồng của cô đã dẫn hai đứa con của cô sang Anh du học. Nên cô ít khi được gặp mặt con mình và cô luôn sống cô đơn. Vì quá cô đơn nên cô đã có một mối quan hệ ngoài luồng với sếp của cô - Lãng Anh. - Tình nhân cũ của Lãng Anh |

### Gia đình của Quốc Lương
| Vai diễn         | Diễn viên      | Ghi chú |
| ---------------- | -------------- | --- |
| Triệu Vịnh Mai   | Miêu Kim Phụng | Vịnh Mai là một người cổ hủ và rất yêu thích hí kịch. Bà có một hội bạn thân toàn những người già yêu thích hí kịch. Bà rất ghét Tiểu Thi vì bà nghĩ rằng cô là một người ham tiền, cưới Quốc Lương vì tiền nên Vịnh Mai luôn kiếm cớ để bắt bẻ và gây khó dễ cho Tiểu Thi. Bà luôn có một người giúp việc bên cạnh tên là Nancy. Ngoài ra, bà cũng là một người rất yêu thương con mình - Mẹ của Quốc Lương - Mẹ chồng của Tiểu Thi - Bà nội của Hoàng Hà                                                                |
| Hoàng Quốc Lương | Trịnh Đan Thụy | Quốc Lương là một người luôn yêu thương mẹ, vợ và con gái của mình. Một người thông minh và tài giỏi, luôn luôn ủng hộ vợ mình. - Con của Vịnh Mai - Chồng của Tiểu Thi - Cha của Hoàng Hà |
| Hoàng Hà         | Lý Tịnh Nghi   | Hoàng Hà là một cô gái sống rất khép kín. Lúc đầu, cô luôn có thái độ chống đối mẹ của mình vì cô sợ Tiểu Thi không hiểu cô. Nhưng sau đó, Hoàng Hà cũng hiểu Tiểu Thi và thay đổi, luôn luôn yêu thương mẹ của mình. Hoàng Hà là một cô gái có niềm đam mê với công việc thiết kế nội y nên cô luôn luôn ước mở trở thành một nhà thiết kế nội y hàng đầu Hồng Kông. Ngoài ra, cô còn rất thân thiết với Gia Lệ - Cháu nội của Vịnh Mai - Cháu ngoại của Vu Hoa - Con của Quốc Lương và Tiểu Thi - Cháu gái của Chí Kiện |

### Gia đình của Tiểu Thi
| Vai diễn    | Diễn viên       | Ghi chú |
| ----------- | --------------- | --- |
| Vu Hoa      | Lư Đại Vệ       | Vu Hoa là một người rất ham mê cờ bạc và cổ phiếu. Ông cũng chính là người khiến cho Vịnh Mai ghét Tiểu Thi vì mỗi lần thất bại, nợ nần, ông đều nhờ Tiểu Thi về xin tiền gia đình chồng. Tuy nhiên, ông cũng là một người rất tốt bụng và tình cảm, ông luôn giúp đỡ mọi người - Cha của Tiểu Thi và Chí Kiện                                                                             |
| Vu Chí Kiện | Trương Trí Hằng | Chí Kiện là một anh chàng hơi khờ khạo và có niềm đam mê bất tận với vũ trụ. Vì vậy, Chí Kiện là một fan chân chính của chuỗi phim Star Wars. Anh cũng như cha và chị của mình, Chí Kiện là một người rất tốt bụng. Anh rất thích Gia Lệ và Chí Kiện luôn luôn giúp đỡ khi cô cần - Con của Vu Hoa - Em trai của Tiểu Thi - Chú của Hoàng Hà - Bạn trai của Gia Lệ - Bạn thân của Kiện Huy |

### Gia đình của Chu Lợi
| Vai diễn                | Diễn viên    | Diễn viên     | Ghi chú |
| Vai diễn                | Lúc trẻ      | Trưởng thành  | Ghi chú |
| ----------------------- | ------------ | ------------- | --- |
| Phan Tuấn Kiệt (Robert) | Thôi Kiện    | Trịnh Kính Cơ | Tuấn Kiệt là một chàng trai rất nghệ sĩ, anh là nhiếp ảnh gia của tờ báo Thanh Xuân. Khi vứt áo ra đi, Tuấn Kiệt không biết rằng Chu Lợi đang mang thai. Sau khi, Tuấn Kiệt trở thành thầy dạy Yoga cùng chỗ làm với Chu Lợi, và đồng thời biết được Gia Lệ là con của mình. - Chồng của Chu Lợi - Cha của Gia Lệ |
| Thang Gia Lệ (Lorella)  | Sầm Lệ Hương | Sầm Lệ Hương  | Gia Lệ là một cô gái xinh đẹp và năng động. Cô rất thích nhảy và đồng thời nhảy rất hay. Cô bị thất lạc với Chu Lợi từ nhỏ. Cô được chuyển sang Anh. Sau khi lớn lên, cô trở lại Hồng Kông với mục đích tìm được mẹ mình. Và vô tình, cô làm việc tại phòng nhảy Phụng Tiên chung với Chu Lợi nhưng cô không hề biết rằng Chu Lợi là mẹ mình. Cô luôn nhầm tưởng rằng Tiểu Thi là mẹ mình. - Con của Chu Lợi - Bạn gái của Chí Kiện |

### Các nhân vật khác
| Vai diễn             | Diễn viên       | Diễn viên       | Ghi chú |
| Vai diễn             | Thời trẻ        | Trưởng thành    | Ghi chú |
| -------------------- | --------------- | --------------- | --- |
| Diêu Tử Luân (Alan)  | Hà Quảng Bái    | Ngô Khải Hoa    | Tử Luân là một người đàn ông đẹp trai, đào hoa và đa tình. Khi còn trẻ, anh đem lòng yêu mến Tiểu Thi. Nhưng do Tử Luân phải cùng cha di dân sang Mỹ nên cả hai không thể nên duyên. - Tình đầu của Tiểu Thi - Chồng cũ của Đan Đan |
| Dung Đan Đan (Diana) | Trần Doanh      | Trần Tuệ San    | Đan Đan ban đầu là bạn thân của các thành viên của M Club nhưng do sự xuất hiện của Chu Lợi nên dẫn đến mâu thuẫn với các thành viên còn lại. Và cuối cùng Đan Đan rời khỏi nhóm bạn thân. - Vợ cũ của Tử Luân |
| La Phúc Toàn         | Quan Hạo Dương  | An Đúc Tôn      | Phúc Toàn là người anh cùng cha nhưng khác mẹ của Phụng Tiên. Từ nhỏ, Phúc Toàn đã luôn ăn hiếp và ghét Phụng Tiên. Khi lớn lên, Phúc Toàn vì nợ nần nên luôn canh me giành lấy phòng nhảy Phụng Tiên. - Anh trai của Phụng Tiên |
| Bà ngoại             | Lương Thuần Yến | Lương Thuần Yến | Bà ngoại là người Hồng Kông sống tại Thái Lan, bà rất thích món sầu riêng và rất yêu thương cháu mình. - Bà ngoại của Đan Đan |
| Hứa Tây (Rose)       | Lữ San          | Lữ San          | Hứa Tây là một người mẹ đơn thân, bà luôn yêu quý Trân Nhi và bà chấp nhận hy sinh tất cả vì cô. Ngoài ra, Hứa Tây còn là một ca sĩ. Khi làm ca sĩ, Hứa Tây có quen một người tên là Phillip nhưng vì Trân Nhi nên cô chấp nhận chia tay Phillip để dành cả cuộc đời cho Trân Nhi. Nhưng sau đó, họ lại gặp nhau va trở thành tri ký của nhau - Mẹ của Trân Nhi - Bạn tri kỷ của Phillip                                                                  |
| Hoắc Kiện Huy        | Lục Vinh        | Lục Vinh        | Kiện Huy là một anh chàng cũng hơi khờ khạo như Chí Kiện, Anh cũng là người bạn thân, đồng nghiệp chung chỗ làm của Chí Kiện. Khi lần đầu gặp Trân Nhi, anh đã đem lòng yêu mến cô vì nhìn Trân Nhi rất giống thần tượng khi nhỏ của anh. - Bạn trai của Trân Nhi - Bạn thân của Chí Kiện |
| Dư Đại Hùng          | Cổ Minh Hoa     | Cổ Minh Hoa     | Đại Hùng là một người đàn ông hám danh hám lợi và độc tài. Lúc mới cưới Kim Yến thì Đại Hùng luôn yêu thương vợ mình nhưng về sau, anh không còn yêu Kim Yến nữa. Anh luôn chê bai và lợi dụng Kim Yến. Anh thậm chí còn đuổi Kim Yến ra phòng khách ngủ chỉ vì cô làm anh bực mình. Khi cần đến sự giúp đỡ của Kim Yến thì anh luôn ngọt ngào nhưng khi cô hết giá trị lợi dụng thì Đại Hùng liền trở nên lạnh nhạt với cô - Chồng của Kim Yến           |
| Lý Lãng Anh          | Đặng Tử Phong   | Đặng Tử Phong   | Lãng Anh là một quan chức cấp cao của chính quyền. Nhưng ông lại là một người vô cùng bê bối và không đàng hoàng. Anh không chỉ ngoại tình với Uyển Thu mà anh còn ngoại tình với nhiều người khác nữa. Anh chỉ coi họ như là những công cụ giải trí của mình. Khi có việc, anh luôn luôn nhờ đến sự giúp đỡ của Uyển Thu mà không tự giác làm. Lãng Anh luôn miệng nói là yêu Uyển Thu nhưng sự thật là anh chỉ lợi dụng cô. - Tình nhân cũ của Uyển Thu |
|                      | Ngô Hương Luân  | Ngô Hương Luân  | Dì của Chu Lợi |
|                      | Lý Lệ Lệ        | Lý Lệ Lệ        | Bạn trong CLB Kinh Kịch của Triệu Vịnh Mai |
|                      | Giang Mỹ Nghi   | Giang Mỹ Nghi   | Giám khảo cuộc thi nhảy |
|                      | Tăng Chí Vỹ     | Tăng Chí Vỹ     | Giám khảo cuộc thi nhảy |